# Givors
Givors é uma comuna e um povoação de França, na região de Auvérnia-Ródano-Alpes, Metrópole de Lyon, no distrito de Lyon. É a cabeceira e maior população do cantão de seu nome. Sua população municipal, em 2007, era de 19.345 habitantes. Pertence à aglomeração urbana de Lyon. 